# Паутинник чешуйчатый
Паути́нник чешу́йчатый (лат. Cortinarius pholideus) — несъедобный гриб рода паутинник (лат. Cortinarius).
Синонимы:
- Agaricus pholideus Lilj. 1816basionym
- Inoloma pholideum Rick. 1915
- Phlegmacium pholideum Mos. 1955

## Описание
- Шляпка 3—10 см в диаметре, выпуклая, окрашена в светло-бурые тона, густо покрыта тёмно-бурыми чешуйками, край шляпки часто светлее центра. У молодых грибов в центре нередко присутствует бугорок. Кортина светло-бурого.
- Пластинки приросшие зубцом, редкие, у молодых грибов серовато-фиолетового цвета, с возрастом становятся светло-коричневыми и ржаво-бурыми.
- Ножка 5—12×0,7—1,5 см, булавовидной формы, в верхней части гладкая, серовато-голубоватая, в нижней части покрытая тёмно-бурыми чешуйками, светло-бурая.
- Мякоть шляпки и верхней части ножки серовато-фиолетовая, мякоть нижней части ножки светло-бурая. Вкус отсутствует, запах слабый, приятный.
- Споровый порошок ржаво-коричневый. Споры 6,5—8×5—5,5 мкм, широкоэллипсоидные, покрытые мелкими бородавками.

## Экология и ареал
Встречается в смешанных и хвойных лесах.
На территории России встречается в Татарстане, Коми, Бурятии, Томской, Ленинградской, Иркутской, Ярославской, Тверской и Амурской областях и Красноярском крае. В Европе произрастает в Австрии, Бельгии, Германии, Великобритании, Дании, Белоруссии, Польше, Эстонии, Литве, Финляндии, Швейцарии и Швеции. Также встречается в Японии и США.